# Giulio Saraudi
Giulio Saraudi (Civitavecchia, 3 luglio 1938 – Civitavecchia, 19 aprile 2005) è stato un pugile italiano, vincitore della medaglia di bronzo ai Giochi olimpici di Roma, nel 1960, nella categoria dei pesi mediomassimi.

## Biografia
Figlio del pugile Carlo Saraudi e fratello di Vittorio, cominciò a praticare la boxe nella "Pugilistica Civitavecchiese" palestra gestita da suo padre. Vinse il titolo italiano già nei novizi.

### Carriera da dilettante

Giulio Saraudi (a sinistra) sul podio insieme a Cassius Clay ai Giochi Olimpici di Roma

Tra il 1958 e il 1964, Saraudi vinse per sei volte il titolo italiano dilettanti. Tra gli sconfitti in finale, il futuro campione europeo Piero Del Papa, nel 1961 e il futuro campione olimpico Cosimo Pinto, nel 1963. Fu tre volte Campione mondiale militare (1959, 1960 e 1961) e medaglia di bronzo ai Campionati europei di Lucerna del 1959.
Alle Olimpiadi di Roma batté al primo turno il pakistano Muhammad Safdar, con decisione unanime e ai quarti di finale l'argentino Luis Rafael Gargiulo, con verdetto favorevole di tre giudici a due. 
Perse in semifinale dal plurimedagliato polacco Zbigniew Pietrzykowski che, in finale, dovette arrendersi al diciottenne fuoriclasse Cassius Clay.
Nel 1961, Saraudi vinse anche il titolo europeo dilettanti, a Belgrado, battendo il plurimedagliato rumeno Gheorghe Negrea ai punti.
Avrebbe dovuto rappresentare l'Italia anche nella successiva Olimpiade del 1964, a Tokyo, ma fu scoperto a fumare, dopo aver vinto le selezioni di Orvieto dal trainer Natalino Rea che lo escluse dai giochi, spianando la strada a Cosimo Pinto, che poi vinse la medaglia d'oro.
Concluse la carriera dilettantistica con un record di 88 incontri disputati, 81 vinti, 5 persi e 2 pareggiati. È uno dei pugili dilettanti italiani che ha vinto più trofei.

### Carriera da professionista
Saraudi divenne professionista nel 1965 e rimase imbattuto per i primi dodici incontri. Tra i combattimenti vinti, occorre segnalare quelli contro i tedeschi Horst Benedens e Jürgen Blin, entrambi ai punti in otto riprese.
Perse l'imbattibilità il 24 aprile 1967, a Nottingham, contro il britannico Johnny Prescott.
Si ritirò nel 1968 con un bilancio di nove vittorie, tre pareggi, una sconfitta e un verdetto di no contest. Tale risultato lo conseguì contro l'ex campione europeo Giulio Rinaldi.